# Okręg Hinwil
Hinwil (niem. Bezirk Hinwil) – okręg w północnej Szwajcarii, w kantonie Zurych. Siedziba administracyjna okręgu znajduje się w miejscowości Hinwil.

## Podział administracyjny
Okręg składa się z jedenastu gmin (Politische Gemeinde) o powierzchni 179,50 km² i o liczbie mieszkańców 99 220.
Gminy:
1. Bäretswil
2. Bubikon
3. Dürnten
4. Fischenthal
5. Gossau
6. Grüningen
7. Hinwil
8. Rüti
9. Seegräben
10. Wald
11. Wetzikon